# Waag (Amsterdam)

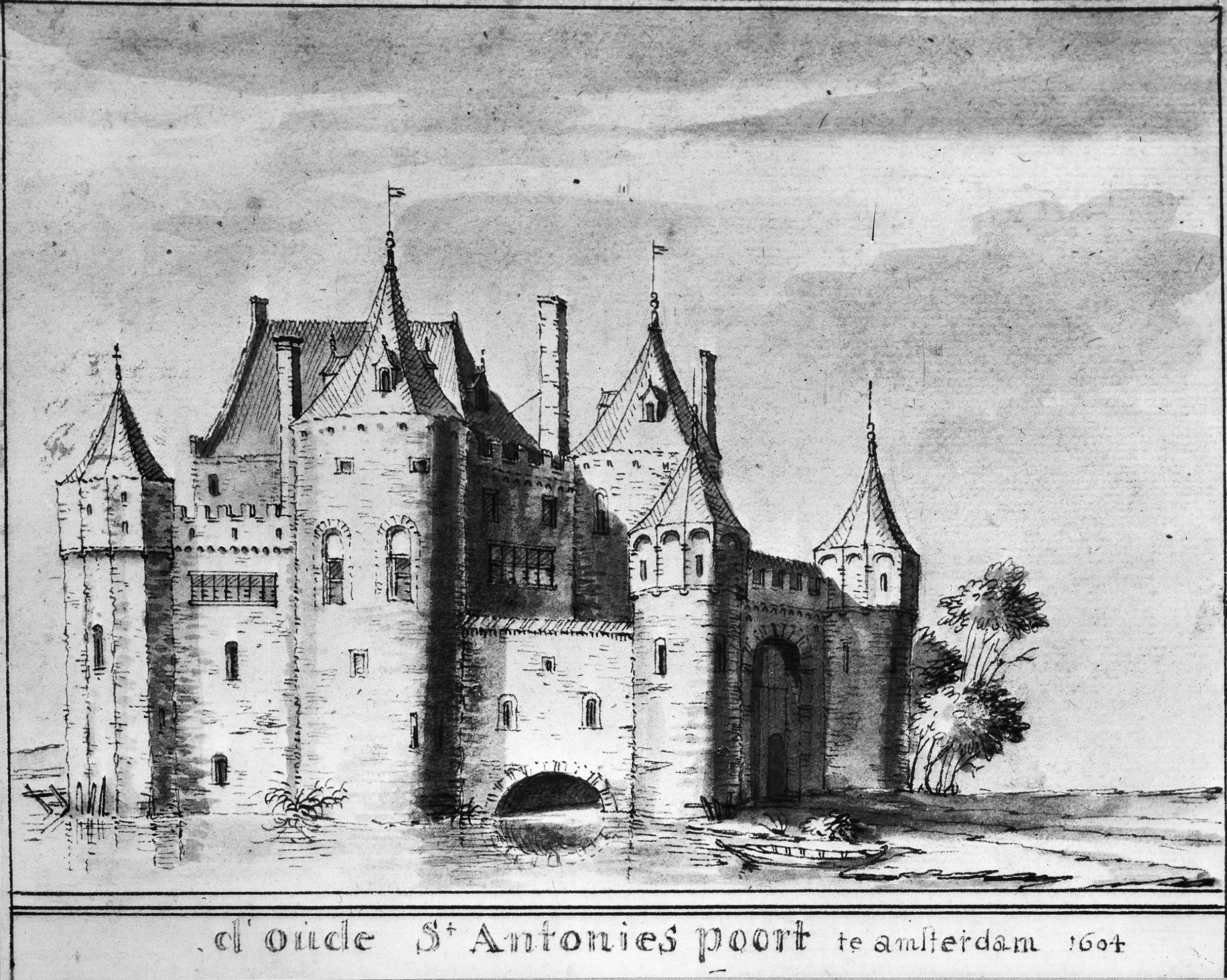
Prent uit 1604 van d'Oude Sint Antoniespoort, kort voor de aanleg van de Nieuwmarkt.

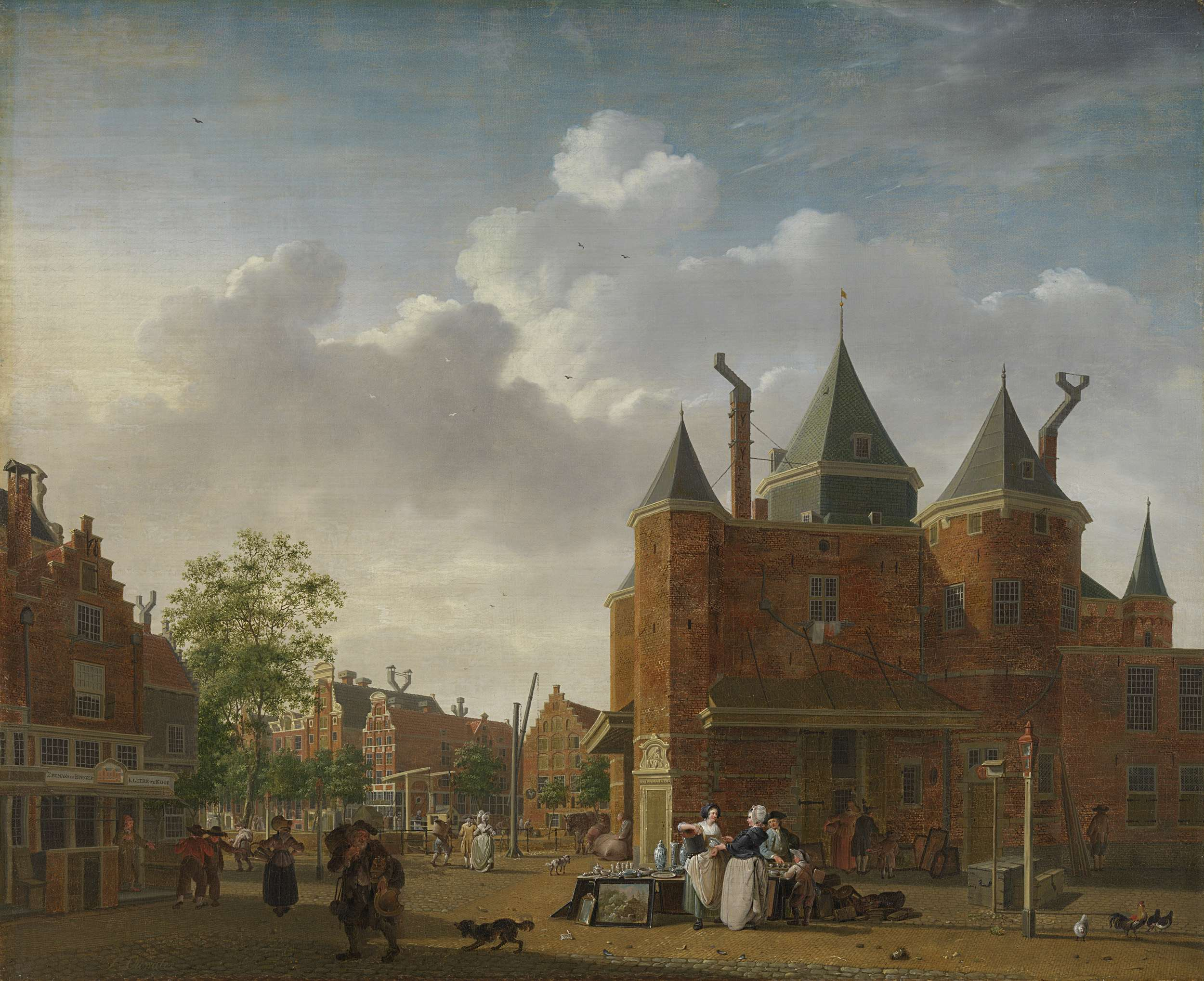
De Waag in de 17e eeuw.

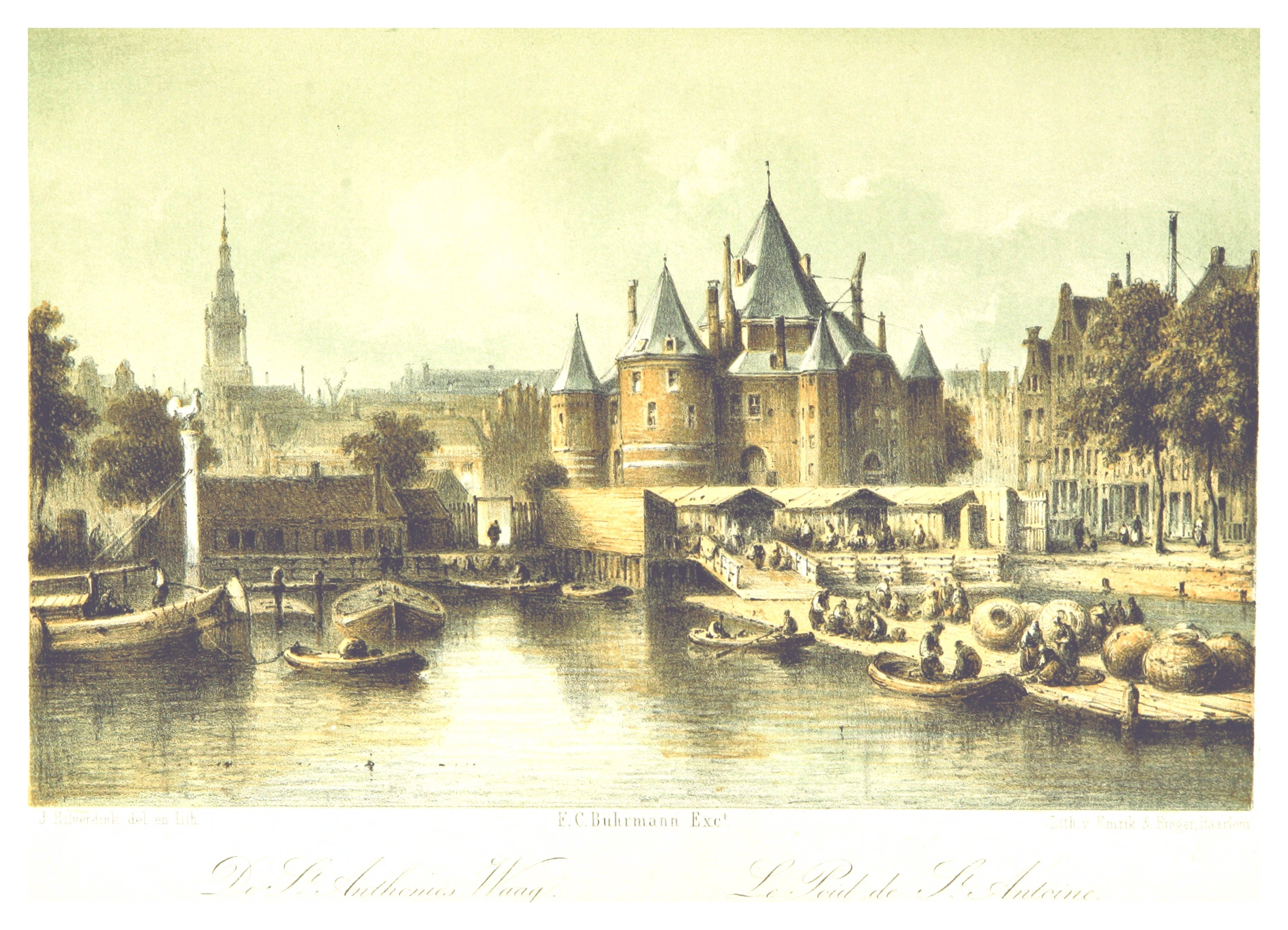
De Waag en Sint Antoniespoort in 1860.

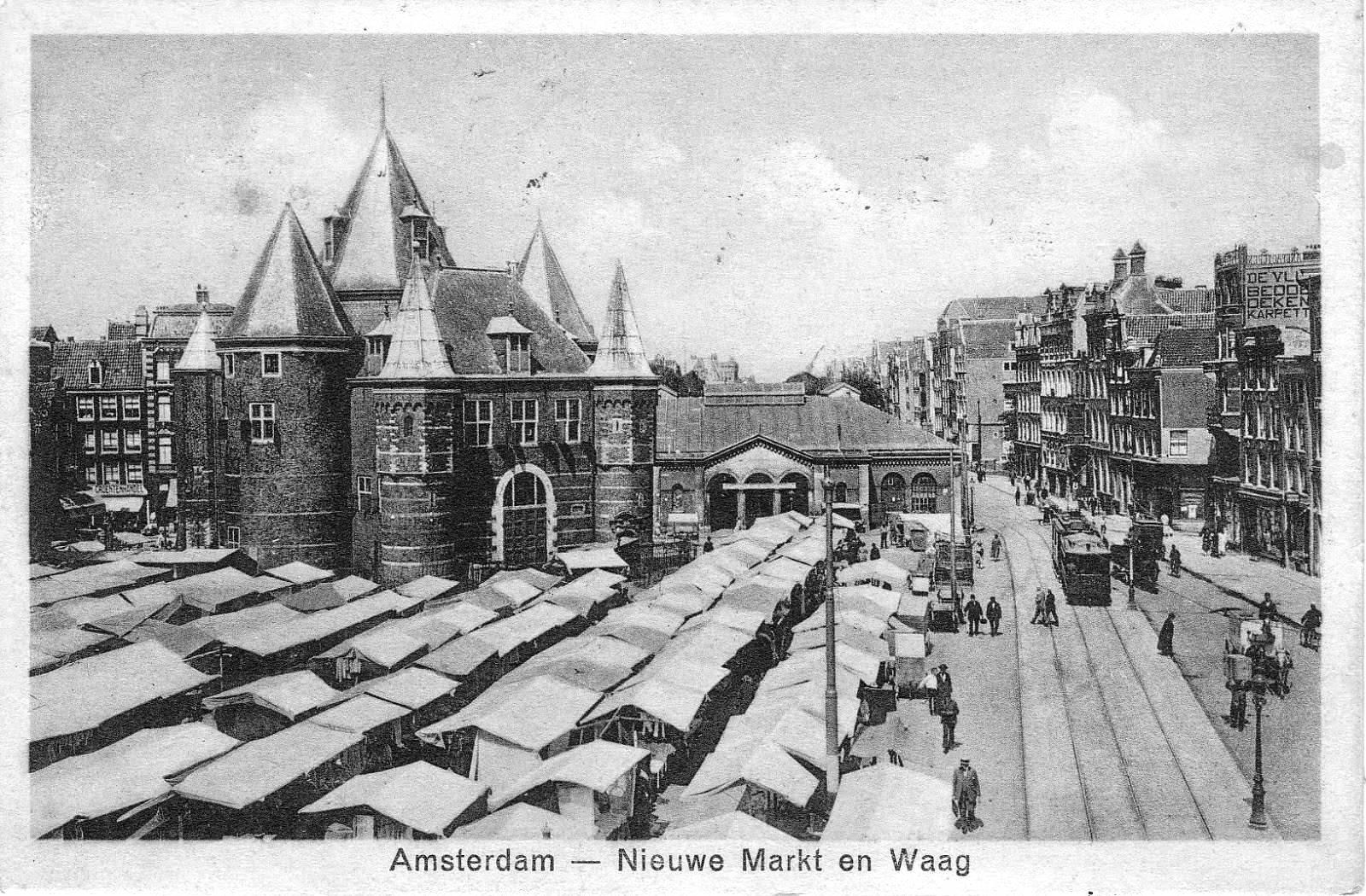
De Waag te midden van de markt; circa 1910.

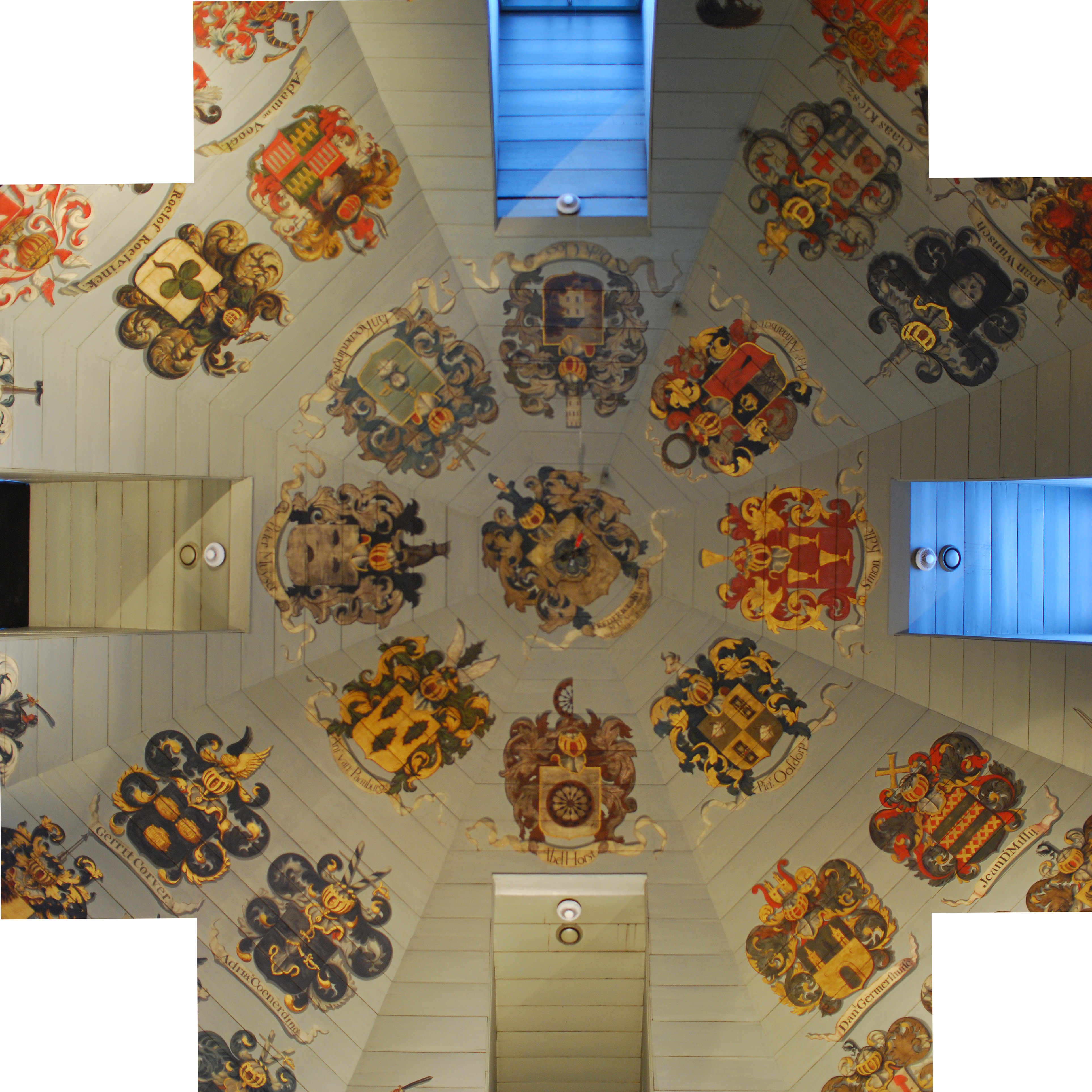
Plafond van het anatomisch theater.

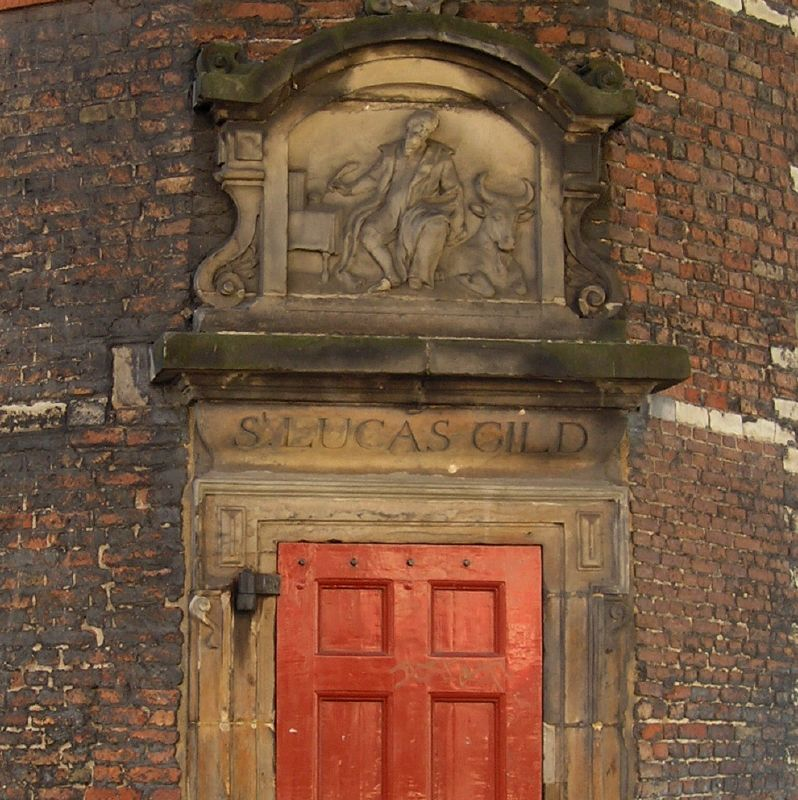
Poort van het Sint-Lucasgilde, detail.

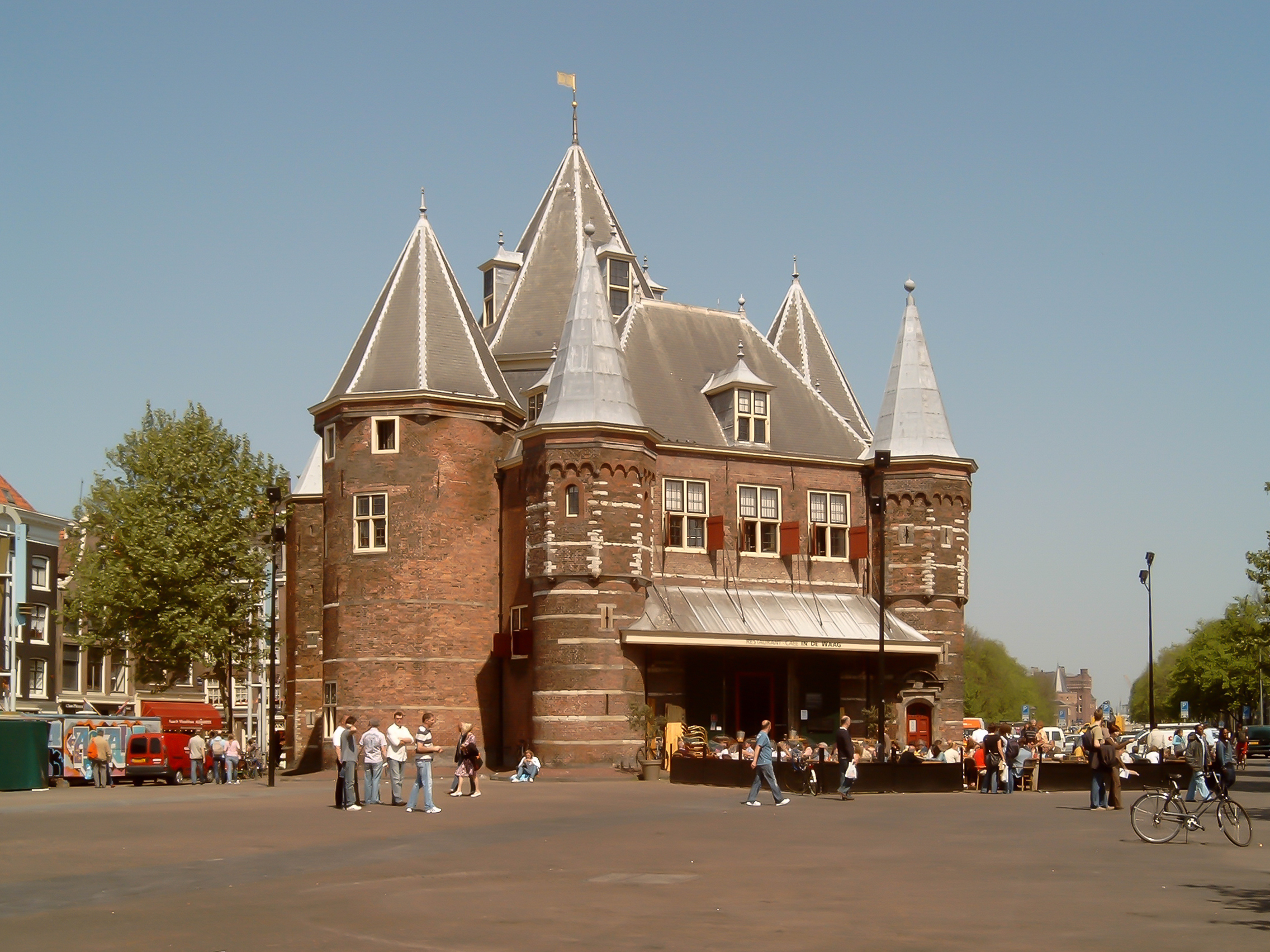
De Waag in 2007.

De Waag is een 15e-eeuws gebouw op de Nieuwmarkt in het centrum van Amsterdam. Het was oorspronkelijk een stadspoort. De huidige naam verwijst naar de latere functie als waag.
Het gebouw heeft een reeks andere functies gehad, waaronder gildehuis, museum, brandweerkazerne en anatomisch theater. Sinds 1996 is er de Stichting Waag gevestigd, met horeca op de begane grond.

## Eerste periode: Sint Antoniespoort
Oorspronkelijk was het gebouw een stadspoort, de Sint Antoniespoort geheten. De poort lag in het verlengde van de Zeedijk. Buiten de stadsmuren liep de dijk verder als Sint Antoniesdijk. Na aanleg van de Lastage in de 16e eeuw kwam hier de Sint Antoniesbreestraat te liggen en werd een tweede Sint Antoniespoort gebouwd bij de latere Hortus Botanicus.
De stadspoort was onderdeel van de middeleeuwse stadsommuring langs het huidige Singel, de Kloveniersburgwal en de Geldersekade. Deze ommuring werd aangelegd in de jaren 1481-1494, en bestond uit verdedigingstorens en stadspoorten, onderling verbonden door een stadsmuur. De stadsmuur was uit baksteen opgetrokken, op een natuurstenen voet na. Van de muur is vrijwel niets over, maar in de kademuur van de Geldersekade bevinden zich nog steeds stukken zandsteen van de stadsmuur. De Schreierstoren is de enige overgebleven verdedigingstoren. Van de stadspoorten zijn alleen de Sint Antoniespoort (de huidige Waag) en een deel van de Regulierspoort over (het onderste deel van de Munttoren).
In de toren op de hoek tussen de Zeedijk en de Geldersekade zit de oudste gevelsteen van Amsterdam met het opschrift MCCCCLXXXVIII de XXVIII dach in April wart d'eerste steen van dese poert gheleit ("Op 28 april 1488 werd de eerste steen van deze poort gelegd").
Het bouwjaar 1488, zoals vermeld op deze gevelsteen en in vele officiële bronnen, blijkt echter onjuist. Er zijn aanwijzingen dat de poort van veel oudere datum is. Zo bestaan er meerdere archiefstukken in het Stadsarchief Amsterdam van vóór 1488 die de Sint Antoniespoort al noemen. Volgens bouwhistorica Jacqueline de Graauw kan het bouwwerk op zijn vroegst dateren uit 1425, omdat in die periode de stad werd uitgebreid met de grachten Geldersekade en Kloveniersburgwal, waar de poort aan ligt.
Daarnaast blijkt ook uit haar bouwhistorisch onderzoek dat de Sint Antoniespoort oorspronkelijk veel kleiner is geweest en naderhand is opgehoogd. Dit is het beste te zien aan de resten van kantelen halverwege de torens van het gilde van Sint-Eloys en het schuttersgilde (de twee grote torens aan weerszijden van de hoofdpoort). Ook is de voorpoort, die op meerdere punten van de hoofdpoort verschilt, zeer waarschijnlijk pas later aan het gebouw toegevoegd. Dit soort toevoegingen deed men wel vaker bij stadspoorten, als bescherming tegen de steeds sterker wordende dreiging van kanonnen. Zo kreeg bijvoorbeeld de Amsterdamse Poort in Haarlem in 1482 ook een voorpoort, die sterk lijkt op die van de Sint Antoniespoort. Vermoedelijk slaat de gevelsteen in de Sint Antoniespoort met het jaartal 1488 dus alleen op de toevoeging van de voorpoort aan de reeds bestaande hoofdpoort.
Vanaf circa het begin van de 16e eeuw, toen Amsterdam een volledig stenen stadsmuur had gekregen, zag de Sint Antoniespoort eruit zoals we hem kennen van de afbeeldingen van Cornelis Anthonisz: een hoofdpoort met vier torens aan de stadszijde (waarbij de Metselaarstoren nog klein was) en een voorpoort met eveneens twee torens aan de grachtzijde. Tussen de voor- en hoofdpoort was een niet bebouwd pleintje, een overwelfde sluis. Het gebouw is opgetrokken uit baksteen met enkele ornamenten van kalksteen uit Gobertange.
Toen eind 16e eeuw de stad werd uitgebreid, verloor de Sint Antoniespoort zijn betekenis als stadspoort. Kort daarop, in de periode 1603-1613, werd de stadsmuur gesloopt. In 1614 ontstond de huidige Nieuwmarkt door het overkluizen van de stadsgracht aan weerszijden van de Sint Antoniespoort. Ook werd het plein opgehoogd, waarbij het muurwerk van de poort gedeeltelijk onder het maaiveld verdween. Het gebouw doet zich daardoor minder hoog voor dan het in werkelijkheid is.

## Tweede periode: Waag
De stadspoort kreeg in de 17e eeuw een nieuwe functie, als vroeg voorbeeld van herbestemming: de Sint Antoniespoort werd in 1617-1618 tot waag verbouwd door het binnenplein, de ruimte tussen de voor- en hoofdpoort, te overdekken. Deze nieuwe waag moest de Waag op de Dam, die inmiddels te klein was geworden, ontlasten. In de bovenverdiepingen werden enige gilden gehuisvest, namelijk die der smeden, schilders, metselaars en chirurgijns. Ieder gilde had zijn eigen ingang: de poortjes rondom het gebouw. Boven de poortjes zijn de emblemen van de gilden nog te zien. Boven het poortje van de metselaars is beeldhouwwerk van Hendrick de Keyser aangebracht. Boven de poort van het kunstenaarsgilde is Sint Lucas, beschermheilige der kunstenaars, afgebeeld. Boven de toegangspoort van de chirurgijns staan de woorden "Theatrum Anatomicum". In het schilderij De anatomische les van Dr. Nicolaes Tulp van Rembrandt is de ontleding van een lijk in de Waag te zien.

In 1690-1691 kreeg de Waag zijn huidige vorm door de bouw van een grote koepelvormige ruimte, bekroond door een middentoren. Uit deze periode dateert het waardevolle interieur.

## Sloopplannen
In 1827 bestonden er plannen om de Waag te slopen om ruimte te maken voor een grote, rooms-katholieke kathedraal voor het te stichten bisdom Amsterdam, naar aanleiding van een overeenkomst tussen het Vaticaan en koning Willem I. In het geheim maakte de protestantse stadsarchitect Jan de Greef een neoclassicistisch ontwerp van een kruisbasiliek met twee torens als visuele afsluiting van de Kloveniersburgwal. Als gevolg van de afscheiding van België in 1830 gingen de plannen van tafel en bleef de Waag voor sloop gespaard.

## Latere functies
De Waag heeft verschillende bestemmingen gehad. In de 19e eeuw deed het gebouw achtereenvolgens dienst als stadsschermzaal, meubelmakerij, werkplaats voor stadsolieverlichting, brandweerkazerne en gemeentearchief. Gedurende de 20e eeuw had de Waag een veelal museale functie; zowel het Amsterdams Historisch Museum (tegenwoordig Amsterdam Museum genaamd) als het Joods Historisch Museum zijn er ontstaan. In de jaren 1989-1994 stond het gebouw leeg. Het leegstaande gebouw werd door de gemeente toevertrouwd aan een Stichting Centrum De Waag, die de Franse ontwerper Philippe Starck een controversiële glazen uitbouw liet ontwerpen waarvoor een gedeelte van de eeuwenoude buitenmuur zou moeten worden gesloopt.
De stichting ging echter failliet, waarna het gebouw opnieuw leeg stond. Op 20 september 1991 zetten buurtbewoners en monumentenliefhebbers de deur open voor pers en publiek. Algemene verontwaardiging, die doorklonk tot in de gemeenteraad van Amsterdam, leidde tot de benoeming van een niet-ambtelijke commissie van deskundigen. Deze stelde voor het gebouw eerst deskundig te laten restaureren onder leiding van een architect met verstand van middeleeuwse constructies en funderingen. Dat werd Walter Kramer.
Er vond constructief herstel plaats. Onder andere werd de volgestorte kelder die te veel gewicht uitoefende op de slietenfundering ontgraven. Het gebouw won aan allure door de reconstructie van de houten luifel aan de oostzijde, en door een ringbestrating die het gebouw zijn ruimtelijke middelpuntfunctie op het plein teruggaf. In het interieur was de zorgvuldige restauratie van de beschildering van het houten koepelgewelf de belangrijkste verbetering. Terwijl de werkzaamheden bezig waren, werd gezocht naar een geschikte huurder. Uiteindelijk werden het een restaurant-café op de begane grond en de instelling Waag op de bovenverdiepingen. Het restaurant-café heeft in mei 2020 een 'bike through' voor afhaalmaaltijden gerealiseerd omdat het ontvangen van gasten niet mogelijk was wegens de maatregelen tijdens de coronacrisis in Nederland. De uitbaatster verwees daarbij naar de geschiedenis van de Waag: het was immers ooit een toegangspoort.
In de jaren zeventig van de 20e eeuw bleek een van de torens (de Metselaarstoren) licht te verzakken. De gemeente plaatste daar drie heipalen en twee betonnen balken onder, met als (onverwacht) gevolg dat de gebruikelijke, gelijkmatige zakking van het massieve gebouw doorging, terwijl die van de toren stilstond. In plaats van een toren die 'wegzakt' ten opzichte van het gebouw, zakt het gebouw weg van de vastgeklemde toren.
Diverse media berichtten in juli 2009 dat de toren op instorten zou staan, maar dit was niet het geval. Het was immers de ingreep van de gemeente van 40 jaar geleden die de ellende veroorzaakte. De gemeente pleegde daarop onder politieke druk een groot funderingsonderzoek en kwam tot de conclusie dat, hoewel de fundering eigenlijk best goed was, de gehele fundering hersteld moest worden vanwege de monumentale waarde van het bouwwerk, met als saillant detail dat de buitenmuren van het gebouw vooral hadden geleden onder jarenlang wildplassen. De restauratie, die geraamd werd op meer dan 3 miljoen euro, heeft in 2014-2015 plaatsgevonden..

## Enkele feiten
- De muren van de poorten zijn bijna twee meter dik.
- De bouw van de Waag kostte 5305 guldens en vier stuivers.
- In vredestijd werden de torens als gevangenis gebruikt.
- De poort is nooit bestormd. Wel werden er vanuit de poort uitvallen gedaan op soldaten van het leger van Hertog Karel van Gelre in 1512.
- In de eerste helft van de 19e eeuw werden voor het gebouw dood- en lijfstraffen voltrokken. Er werd gebruik gemaakt van een guillotine.
- Tot in de 19e eeuw heeft Amsterdam ook elders waaggebouwen gehad, zoals op de Dam, tegenover het Paleis (afgebroken in 1808), de Boterwaag op de Botermarkt, thans Rembrandtplein (afgebroken in 1874) en op de Westermarkt bij de Prinsengracht (afgebroken in 1857).
- Eens per jaar worden hier de Aprilfeesten gehouden.